# Vimalakirti
Vimalakirti (en sánscrito: विमलकीर्ति, literalmente fama inmaculada) es el personaje principal del Sutra de Vimalakirti (en sánscrito: विमलकीर्तिनिर्देशसूत्र),donde se lo presenta como un bodhisattva en forma de laico de la época del  Buda Shakyamuni cuya comprensión del vacío transciende totalmente a la de los otros miembros del séquito del Buda, encarnando el ideal budista Mahāyāna del upasaka o seguidor laico. El Sutra de Vimalakirti ha tenido una influencia significativa en la cultura literaria china,

## Influencia
El Sutra de Vimalakirti ha sido de gran relevancia en algunas tradiciones del budismo Mahāyāna, especialmente en el budismo Chan (Zen).

## Imágenes
|                                                  |
| Aproximadamente año 1350, Museo de Arte Kimbell. |

|                                                                    |
| Retrato sakamoto de Vimalakirti, Museo Nacional de Kioto en Japón. |

| |
| Retrato sakamoto de Vimalakirti, Dinastía Yuan, Templo Toshun-ji, la ciudad de Yamaguchi en Japón. |

|                                                  |
| Bodhisattva Manjushri debatiendo con Vimalakirti |

|                                                     |
| Vimalakirti debatiendo con el Bodhisattva Manjushri |